# Francis Pottenger
Francis Pottenger (Francis M. Pottenger Jr., 29. května 1901 – 4. ledna 1967) byl americký lékař a zastánce syrové stravy (raw food). Proslavil se svým experimentem na kočkách, který vyvolal zájem o stravu s vysokým podílem syrových živočišných produktů, včetně tepelně neupraveného masa a nepasterizovaných mléčných výrobků.

## Život
Francis Marion Pottenger ml. se narodil 29. května 1901 v Monrovii ve státe Kalifornie. Byl synem Francise M. Pottengera st., lékaře, který v Monrovii spoluzaložil Pottengerovo sanatorium a kliniku pro léčbu tuberkulózy. Pottenger ml. vystudoval Otterbeinovu universitu ve Westerville ve státě Ohio. 17. června 1925 se oženil s Elizabeth Saxour, s níž měl čtyři děti.
V roce 1930 Pottenger získal titul doktora medicíny na lékařské fakultě univerzitě v Cincinnati. Praxi v okresní nemocnici v Los Angeles dokončil v témže roce a stal se asistentem na plný úvazek ve výše zmíněném sanatoriu. Od roku 1932 do roku 1942 zde také podnikl experiment známý jako Pottengerova studie koček (Pottenger Cat Study).
V roce 1940 koupil několik objektů od monrovijského sanatoria a založil Nemocnici Francise M. Pottengera Jr. Až do uzavření v roce 1960 se nemocnice se 42 lůžky specializovala na léčbu netuberkulózních onemocnění plic, zejména astmatu. Ve své nemocnici podával pacientům v rekonvalescenci velké množství jater, másla, smetany a vajec.

## Pottengerovy kočky
Pottenger využil darované laboratorní kočky k testování účinnosti extraktu hormonů z nadledvin, který vyráběl. Nadledviny těchto koček byly v rámci experimentu odstraněny. Kočky krmil stravou sestávající ze syrového mléka, oleje z tresčích jater a vařeného masa. Když počet darovaných koček převýšil dostupné zásoby jídla, začal Pottenger objednávat zbytky syrového masa z místní balírny masa, včetně orgánů, masa a kostí – z této zásoby krmil samostatnou skupinu koček. Během několika měsíců se tato skupina jevila zdravější než skupina krmená vařeným masem. Jejich koťata byla energičtější a jejich pooperační úmrtnost byla nižší. Výsledky Pottengera zaujaly a rozhodl se provést sérii experimentů s krmením. Do experimentů zařadil přibližně 900 koček po dobu 10 let, studovány byly ve čtyřech generacích. Pottenger vedl záznamy u 600 koček, u zbývajících 300 záznamy nepořizoval.
Jedna skupina koček byla krmena stravou tvořenou ze dvou třetin syrovým masem, z jedné třetiny syrovým mlékem a olejem z tresčích jater, zatímco druhá skupina byla krmena stravou skládající se ze dvou třetin vařeného masa, jedné třetiny syrového mléka a oleje z tresčích jater. V roce 1946 Pottenger oznámil výsledky experimentu: kočky krmené syrovou stravou byly zdravé, zatímco u koček krmených vařeným masem se vyvinuly různé zdravotní problémy. Pottenger uvedl, že kočky, které byly krmeny vařeným masem a pasterizovaným mlékem, trpěly poruchami růstu, větším množstvím vrozených vad a sníženou plodností. Uvedl rovněž, že jejich horší stav zahrnoval i „poškození zárodečné plazmy“, které způsobilo, že se získané anatomické vady přenášely na potomky; tato teorie však byla vyvrácena.
V roce 1985 byly Pottengerovy výsledky kritizovány pro „nedostatek vědecké důvěryhodnosti“. William T. Jarvis a Edward Kravitz poznamenali, že Pottengerova studie byla „přetížená subjektivními pozorováními a zobecněními, která ji činí nevědeckou. Jeho celkový závěr, že vařené maso bylo pro kočky nezdravé, je v rozporu se skutečností, že všechna komerční krmiva pro kočky jsou tepelně upravená.“
V době Pottengerových studií byla objevena aminokyselina taurin, ale ještě nebyla identifikována jako aminokyselina esenciální pro kočky. Dnes mnoho koček prospívá na stravě s vařeným masem, do níž byl dodatečně taurin přidán. Vařená strava postrádala dostatek taurinu, který kočkám umožňuje tvorbu proteinů, což mělo za následek pozorované účinky na zdraví. Sám Pottenger dospěl k závěru, že pravděpodobně existuje „dosud neidentifikovaný tepelně labilní proteinový faktor“. V roce 2014 Robert Davidson napsal, že „nedostatky zjištěné u Pottengerových koček odpovídají těm, které mají nedostatek taurinu a jsou přímým důsledkem absence taurinu v kočičí stravě“.
Zpochybňována byla i etika Pottengerových studií.

## Vybrané publikace
- Vliv tepelně zpracovaných potravin a metabolizovaného mléka vitaminem D na dentofaciální struktury pokusných zvířat, 1946
- Fundamentals of Chemistry in the Laboratory (Základy chemie v laboratoři), 1976 ISBN 0-673-07877-9
- Pottenger's Cats: A Study in Nutrition, 1983 ISBN 0-916764-06-0